# La fortalesa infernal
La fortalesa infernal (títol original: Fortress) és una pel·lícula estatunidenco-australiana dirigida per Stuart Gordon, estrenada l'any 1993. Ha estat doblada al català. El 1999 surt la continuació del film, Fortress 2, dirigit per Geoff Murphy. Christophe Lambert reprèn el seu paper. John Brennick és aquí encara perseguit per la societat Men-Tel i decideix marxar, per protegir la seva família.

## Argument
El 2018, la Terra està en crisi a causa de la superpoblació. Una regla és instaurada: cada família només pot tenir un fill. John Brennick i la seva dona Karen infringeixen aquesta regla per la mort del seu primer fill. Són condemnats a 31 anys de presó a una presó de màxima seguretat de la societat MENTEL. Ningú no ha aconseguit mai evadir-se, per això se l'anomena LA FORTALESA.

## Repartiment
- Christopher Lambert: John Henry Brennick
- Kurtwood Smith: M. Poe, el director de la presó
- Loryn Locklin: Karen B. Brennick
- Clifton Collins Jr.: Nino Gomez
- Lincoln Kilpatrick: Abraham
- Jeffrey Combs: D-Day, l'apassionat d'ordinadors
- Tom Towles: Stiggs, el company de Maddox
- Vernon Wells: Maddox
- Carolyn Purdy-Gordon: Zed-10 (veu)
- Alan Zitner: el presoner claustrofòbic
- Gaetan Wenders: Eric Brensons, missatger de l'escó de Men-Tel
- Denni Gordon: la companya de cel·la de Karen
- Eric Briant Wells: el guàrdia fronterer
- Dragicia Debert: el guàrdia al bio escàner
- Heidi Stein: la dona embarassada

## Crítica
- "Encara que l'ambientació futurista es mostri bastant assolida, el film resulta convencional. Del seu protagonista, millor no parlar-ne"[3]
- "Un subproducte com no n'hi ha que denigra el gènere"[4]

## Nominacions
- Nominació al Gran Premi del Festival internacional de cinema fantàstic de Avoriaz 1993.[5]
- Nominació al premi al millor film de ciència-ficció, per l'Acadèmia de cinema de ciència-ficció, fantàstic i de terror l'any 1994.